# Nabû

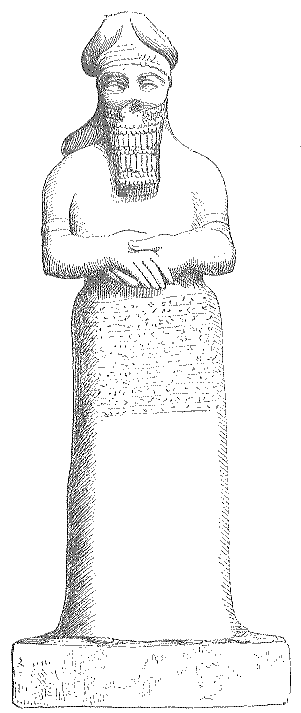
Dessin d'une statue d'un acolyte de Nabû provenant du temple du dieu à Nimroud. British Museum.

Nabû est le dieu mésopotamien du savoir et de l'écriture.
Selon la mythologie babylonienne, c'est le fils de Mardouk et de Sarpanitu. Sa parèdre est Tashmetu. Ce dieu est en fait attesté depuis longtemps en Syrie, à Ebla (XXIVe siècle av. J.-C.). Il apparaît en Mésopotamie du Sud au début du IIe millénaire av. J.-C.
Son temple principal se trouvait à Borsippa, près de Babylone. Il était nommé Ezida, ce qui veut dire « Temple pur » en sumérien. Les temples dédiés à Nabû sont relativement nombreux, notamment en Assyrie où il était très apprécié.
On attribuait à Nabû la planète Mercure. Son nom pourrait se rapprocher de la racine sémitique signifiant « prophète », ou d'une autre signifiant « brillant ». Il était chargé d'inscrire sur ses tablettes le destin de chaque humain. Il est devenu un dieu important aux périodes tardives, néo-babylonienne et néo-assyrienne.
Son symbole est le calame associé à la tablette. Son animal symbole était le même que celui de son père, le dragon-serpent.